# 899 Jokaste
899 Jokaste
899 Jokaste là một tiểu hành tinh ở vành đai chính. Nó được Max Wolf phát hiện ngày 3.8.1918 ở Heidelberg, và được đặt theo tên Jocasta, mẹ và vợ của Oedipus trong thần thoại Hy Lạp.